# ایان کینگ
ایان کینگ، (به انگلیسی: Ian King) (زاده ۲۴ آوریل ۱۹۵۶) کارآفرین، بازرگان و مدیر ارشد اجرایی بریتانیایی است، که در حال حاضر به‌عنوان مدیر عامل اجرایی شرکت بی‌ای‌ئی سیستمز فعالیت می‌کند.